# Funariales
Funariales é uma ordem de musgos (Bryophyta).

## Famílias
A ordem Funariales inclui as seguintes famílias:
- Disceliaceae (1 espécie)
- Funariaceae (c. 300 espécies)